# Yarra (rivière de Nouvelle-Zélande)
Pour les articles homonymes, voir Yarra.
La rivière Yarra (anglais : Yarra River) est un cours d’eau du district de Marlborough, dans la région de Marlborough, situé dans l’Île du Sud de la Nouvelle-Zélande et un affluent de la rivière Acheron, donc un sous-affluent du fleuve Clarence.

## Géographie
Elle s’écoule généralement vers le nord-est à partir de sa source au nord de Hanmer Springs, se déversant dans la rivière Acheron à approximativement mi chemin entre Hanmer Springs et Molesworth Station. De 14 km de longueur.